# Mezinárodní marketing
Mezinárodní marketing je proces řízení, při kterém dochází k poznání, předvídání a hlavně k uspokojování potřeb zákazníků na zahraničních trzích, přičemž musí být zároveň dosaženo i cílů organizace. Proto mezinárodní marketing můžeme označit jako marketing, který přesahuje národní hranice.
Pokud bude podnik působit i na zahraničních trzích, může dosáhnout:
- vyrovnání sezonní výchylky národního trhu,
- prodloužení životního cyklu svých výrobků,
- lepší konkurenční pozice na domácím trhu atd.

V mezinárodním marketingu platí obecná vymezení, jako například skutečnost, že mezinárodní marketing je společenský a řídící proces, ve kterém skupiny, ale i jednotlivci získávají, co potřebují prostřednictvím nabídky nebo směny výrobků nebo služeb.

## Tradiční marketingové přístupy
V mezinárodním pojetí se osvědčuje tradiční marketingový přístup, který zahrnuje následující etapy:
1. Výzkum trhu a analýzy poptávky, konkurence, ekonomického a sociálně-kulturního prostředí
2. Analýzu svých „vnitropodnikových“ schopností a možností – slabých a silných stránek
3. Přizpůsobení nabídky vybranému segmentu na základě zvoleného umístění/zacílení
4. Prodeje produktů – výrobků a služeb (včetně celých podniků a společností) s využitím adekvátní komunikační a distribuční politiky
5. Plánování, stanovení finančních zdrojů a kontroly správnosti podnikových činností

Stejně tak se rovněž využívá klasických nástrojů marketingového mixu (4P), který zahrnuje:
- Výrobek (vlastnosti, rozmanitost, design, balení)
- Cena (rabaty, doba splatnosti, ceník)
- Distribuce (sortiment, zásoby, doprava, odbytové cesty)
- Propagace (reklama, inzerce, public relations, prodavači)

Rozvoj mezinárodního marketingu je urychlován prostřednictvím politických změn v rámci globalizace. K rozvoji také dopomáhá liberalizace obchodu na světových trzích. Kvůli stále se snižujícím vzdálenostem v důsledku vyspělejší komunikace, dopravních prostředků a převodů peněžních toků za pomoci internetového bankovnictví, se obchodní činnosti stávají stále více mezinárodními, než tomu bylo v minulosti. Marketingové činnosti se mnohem rychleji stávají mezinárodními. Mezinárodní komunikace je mnohem intenzivnější, stejně jako mezinárodní konkurence. Produkty, které dříve byly k dispozici pouze v určité oblasti (zemi), jsou příznivě přijímány v ostatních zemích mnohem intenzivněji.
Důležitým aspektem je různorodost podmínek na zahraničních trzích. Zahraniční trhy jsou specifické především heterogenitou produktů. Panuje zde mnohem větší konkurence. Začínají se objevovat různé druhy segmentů se specifickými vlastnostmi. Výrobci jsou nuceni se adaptovat na celosvětovou nabídku, ale i na způsob marketingového prodeje podle zvyklostí a požadavků, které panují v jednotlivých segmentech.

## Koncepce mezinárodního marketingu
Vedení podniku se na zahraničním trhu může rozhodnout, kterou koncepci mezinárodního marketingu použije. Podle Boučkové (2003) existují tři koncepce:
1. Exportní – tato koncepce se považuje za tradiční a nejméně komplikovanou. Podnik přizpůsobuje svůj marketing k podmínkám na trhu, kam chce proniknout. Většinou se jedná o menší segmenty, které nejsou nijak moc obsazené.
2. Globální – aby mohlo vedení podniku tuto koncepci využít, musí být k dispozici velké homogenní segmenty, které budou mít zároveň velké homogenní potřeby, např. spotřební elektronika, kosmetika atd. Základní charakteristikou globální koncepce je to, že je jednotný marketingový postup na všech trzích, na kterých podnik působí. Jedním z problémů této koncepce je nerespektování sociálně-kulturních rozdílů jednotlivých zákazníků.
3. Interkulturní – jedná se o nejmodernější koncepci, které chce mezinárodní marketing dosáhnout. Interkulturní koncepce už při výrobě výrobku počítá s tím, že se bude nabízet i v zahraničí. Z tohoto důvodu jsou tyto výrobky sestavovány tak, aby se daly lehce přizpůsobit jednotlivým trhům. Jedná se např. o automobily. Cílem této koncepce je co nejvíce využívat standardizované postupy, které se dají přizpůsobit i na místní podmínky.

## Mezinárodní prostředí
Mezinárodní marketing ve velkém ovlivňuje rozdílnost v parametrech prostředí jednotlivých trhů. Rozdílné parametry nevnímáme pouze u zemí nacházející se na opačné straně světa, ale i u sousedních zemí. Existuje hned několik typů prostředí, kterými je nutné se zabývat. Patří mezi ně:
- kulturní a sociální prostředí,
- ekonomické prostředí,
- právní prostředí,
- politické prostředí.

## Mezinárodní distribuční politika
Mezinárodní distribuční politika, jako soubor na sebe navazujících a často se i prolínajících opatření, je komplexem všech operací nutných k tomu, aby se výrobek dostal příslušnými distribučními cestami od výrobce k zahraničnímu spotřebiteli. Cílem této politiky je plynule přemístit zboží od tuzemského výrobce ke konečnému zahraničnímu spotřebiteli. Budování mezinárodních distribučních cest je záležitostí časově velmi náročnou a nákladnou. Rozhodnutí o volbě takové distribuční cesty je strategickým rozhodnutím už proto, že distribuční politika je nejméně pružnou politikou v rámci mezinárodních marketingových politik.

## Mezinárodní distribuční strategie
V zásadě lze rozlišit následující strategie obchodních firem:
- Globální strategie – znamenají důsledné uplatňování vlastních domácích koncepcí ve všech zemích, kam vstoupily,
- Multinacionální strategie – představují rozšiřování maloobchodních aktivit do cizích zemí při důsledném přizpůsobení sortimentu, služeb i chování na trhu místním podmínkám,
- Smíšené strategie – znamenají uplatňování jednotných strategií při respektování zásadních zvláštností národních trhů a lokálních podmínek.

Distributoři, kteří se internacionalizují, mohou použít tři základní strategie:
1. Strategii investování – převzetí existující distribuční sítě, či vybudování nové distribuční sítě v zahraničí,
2. Strategii exportu koncepce – převod více či méně přizpůsobeného know how do zahraničí,
3. Strategii partnerství – spojení s místním partnerem umožňuje dosáhnout mezinárodní dimenze s menšími finančními nároky než v případě budování, či převzetí distribuční sítě.